# Білий налив (сорт яблук)

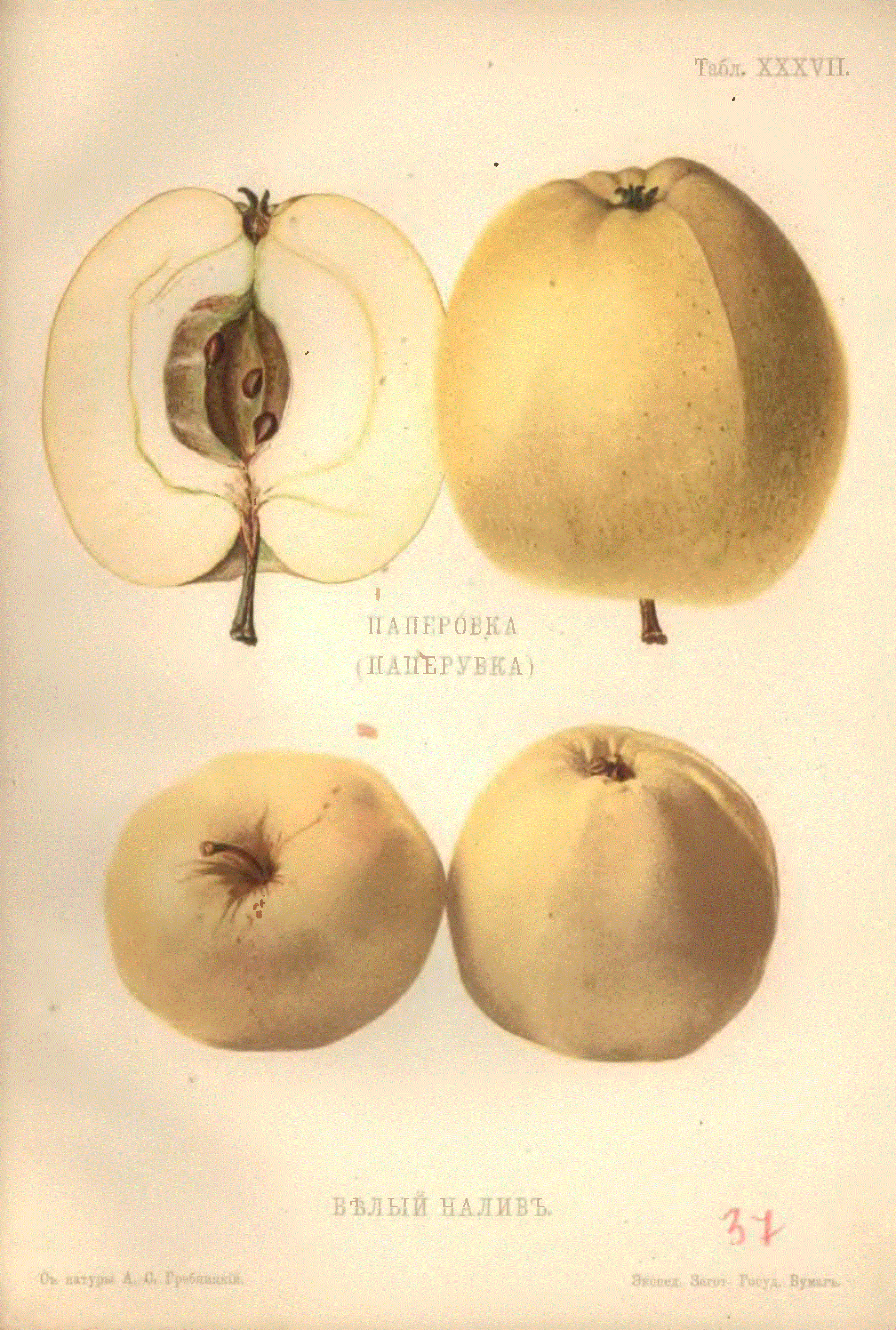
Папіровка (зверху) й Білий налив (знизу). «Атлас плодов», 1906

Білий налив (оливка) — досить поширений сорт яблуні ранньолітнього дозрівання, виведений за допомогою народної селекції. Припускають, що походить з країн Балтії.
Дерево має красиву пірамідальну (південний варіант) або округлу (північний варіант) крону, середні розміри і високу морозостійкість. Характеризується середньою стійкістю до парші листя й плодів. Молоді зразки починають плодоносити раніше, урожай дають щорічно, і він досить рясний. Перевагою сорту є раннє пишне цвітіння, бутони не бояться заморозків або холодної дощової погоди.
Сорт середньостійкий до хвороб. Перші плоди дає на 4-5 рік. Плодоношення зосереджене на кільчатках.
Пагони сильно опушені, коричнево-оливкового кольору, середньої товщини. Чечевички подовжені, білі, рідкі. Вегетативні бруньки плоскі за формою, невеликих розмірів, сіруваті, плескаті. Листки еліптичні або яйцеподібної форми, середнього розміру, не вигнуті, майже матові, сіро-зеленого кольору, сильно опушені (а саме з нижньої сторони). Черешки листків довгі або середньої довжини.
Плоди середні (100—130 г), достигають в кінці липня на початку серпня. Світло-жовтуватого кольору, кисло-солодкого смаку, з приємним ароматом, м'якуш білий, ніжний, соковитий. Якщо перестигає, то стає борошнистим. Тривалість зберігання плодів — 2-3 тижні. Можна вживати одразу після збирання. Мають дуже тонку шкірку, без покривного забарвлення, плями від ударів і тиску стають одразу помітними. Тому транспортабельність досить низька.
Попри те, що багато фахівців ототожнюють ці яблука з сортом паперівка, ця думка є хибною. Паперівка стигне на 2 тижні пізніше. Її плоди більші, більш видовженої форми, трохи більш кислуваті на смак, соковитіші.

## Галерея

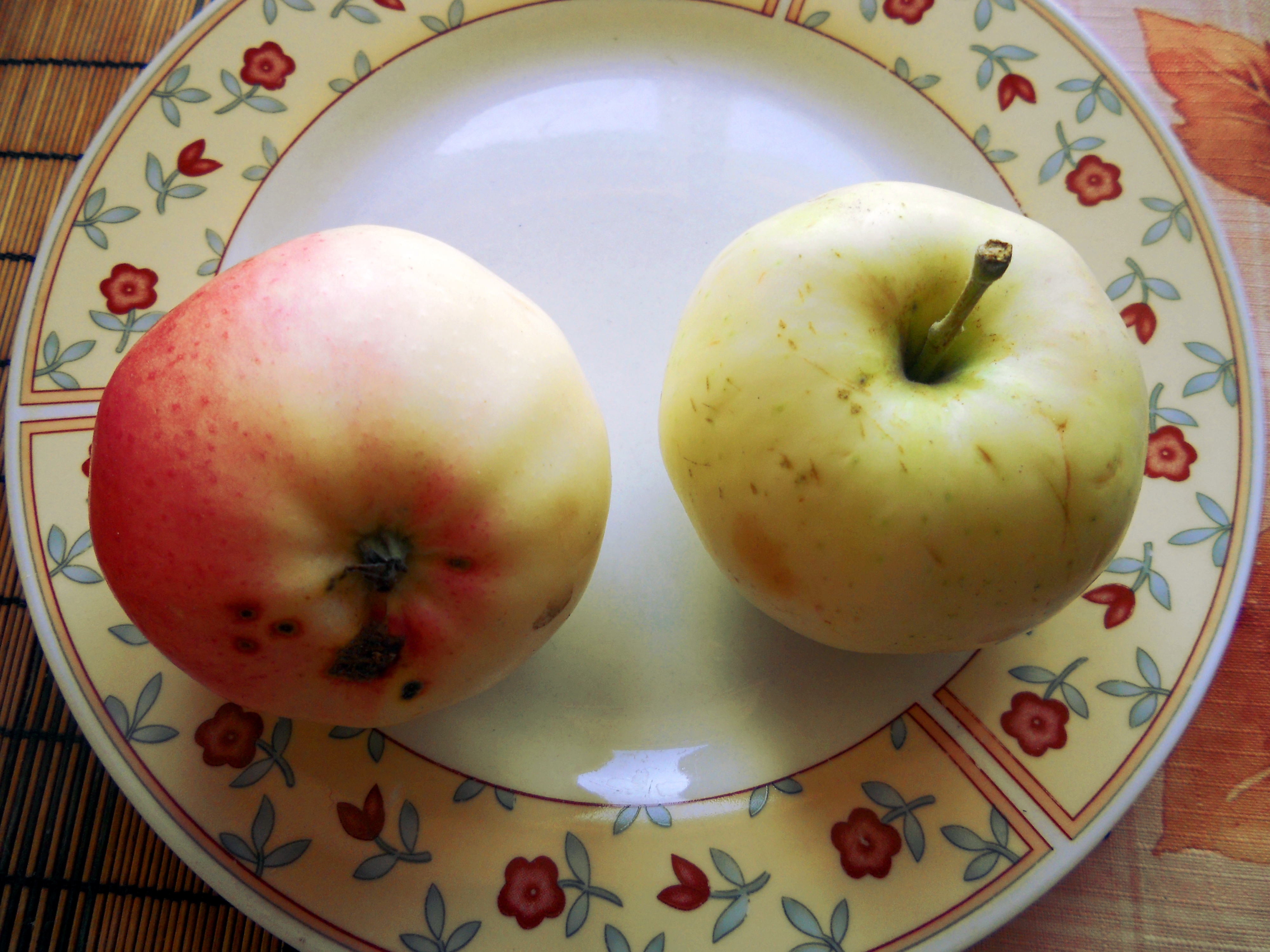
яблуко з Чернігова, 2015
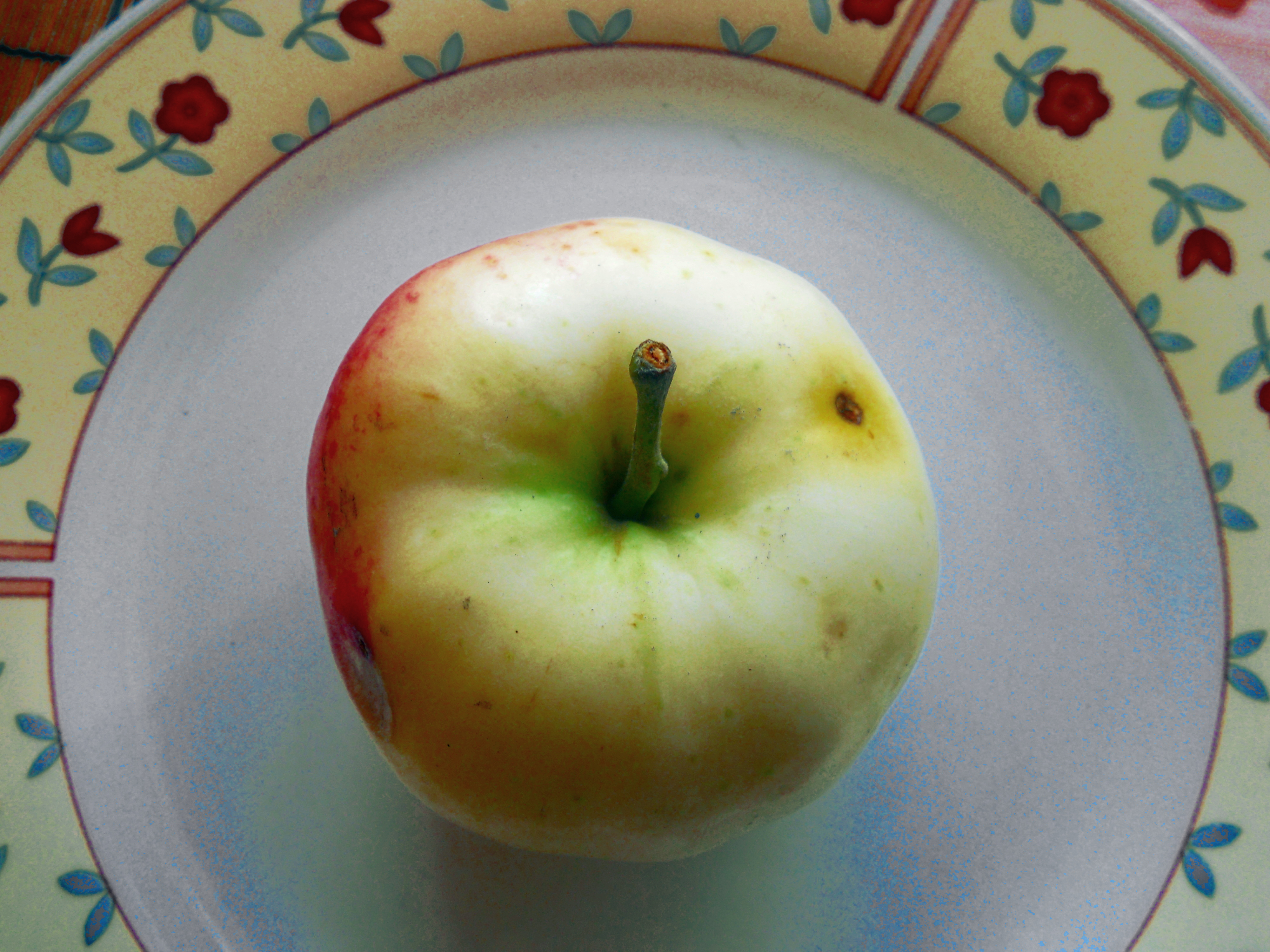
з червоним відтінком - росло на сонці